# بويماندريس
بويماندريس هو فصل من كتاب "الكتابات الهرمسية كتب بالغة اليونانية ويقدم شرحا حول رع إله الشمس. ويحتوى على إشارات تمجيد للإله كمصدر للتنور والحكماء. وفي الترجمة الأصلية، ترجمة كلمة "بويماندريس" (باليونانية: Ποιμάνδρης)‏ إلى "الرجل الراعي"، إلا أن الدراسات اللاحقة أشارت أن الكلمة فرعونية مءلفة من "بيمنتي" وتعني "إدراك" و كلمة "ر" التي ترمز للإله "رع" ويصبح معناها "معرفة رع" أو "فهم رع" (بالإنجليزية: Knowledge of Ra")‏.

## إقراء أيضا
- هرمسية
- هرمس الهرامسة
- الكل (هرمسية)